# Тросман, Михаил Эммануилович
Михаил Эммануилович Тросман (5 апреля 1929, Житомир — 20 декабря 2011, Нью-Йорк, Нью-Йорк) — советский шахматист, кандидат в мастера спорта. Заслуженный тренер УССР.
Школьный друг В. Э. Карта.
Выпускник филологического факультета Киевского государственного университета имени Т. Г. Шевченко.
Участник полуфинальных турниров чемпионатов Украинской ССР.
Добился больших успехов на тренерской работе. Гроссмейстер А. Б. Михальчишин называет Тросмана «основателем житомирской школы шахмат». Учениками Тросмана в разные годы были гроссмейстеры И. Д. Дорфман, А. Г. Хузман, С. А. Кривошея, А. Лендерман, международные мастера Ю. М. Бойдман и Э. И. Гроберман. Также Тросман работал с И. Б. Круш.
С 1993 года жил в США.

## Публикации
- Записки шахматного тренера. — 234 с.